# Polycyrtus alboannulatus
Polycyrtus alboannulatus là một loài tò vò trong họ Ichneumonidae.